# Publilio Optaziano Porfirio
Publilio Optaziano Porfirio (in latino Publilius Optatianus Porfyrius; ... – Roma, 333/337) è stato un poeta e senatore romano.

## Biografia
Le informazioni biografiche su Optaziano sono scarse e incerte: si tratta principalmente di un oroscopo di Giulio Firmico Materno, che, nonostante l'opposizione di alcuni studiosi, sembra riferirsi proprio a lui, e di alcune iscrizioni epigrafiche.
Nato forse in Africa da una famiglia non nobile (suo nonno, Ateio Giunio Tiberiano, era un tribunus militum), ebbe un fratello e, dopo il matrimonio, anche un figlio. Fece parte dei senatori pagani sotto Massenzio e, nel 322, partecipò alla campagna contro i Sarmati condotta dall'imperatore Costantino I alla cui corte godeva di grande prestigio.
Proprio nel 322 (o forse nel 323), però, Optaziano cadde in disgrazia presso l'imperatore e, dopo la condanna, fu mandato in esilio, probabilmente nella piccola località africana di Siga. Le colpe reali di Optaziano non sono molto chiare, ma sembra fossero legate a un adulterio (da lui stesso fermamente negato nel carme II 31) e a pratiche magiche, assolutamente incompatibili con la svolta cristiana operata da Costantino.
Il tentativo di ritornare nelle grazie dell'imperatore fu affidato da Optaziano ad un libretto che egli compose in esilio, un panegirico, in cui, oltre ad esaltare la figura dell'imperatore e a proclamarglisi leale, si dichiarava fiero sostenitore del Cristianesimo. Tale tentativo ebbe di certo un ottimo risultato, dal momento che l'imperatore non solo lo richiamò dall'esilio nel 325, ma nei quattro anni successivi lo nominò amministratore della Campania, proconsole d'Acaia, proconsole d'Asia e praefectus urbi di Roma (per 31 giorni nel 329 e per 32 giorni nel 333).
Morì a Roma fra il 333 ed il 337.

## Opere
La tradizione manoscritta attribuisce ad Optaziano un corpus di carmina piuttosto ampio, ma in parte disomogeneo. Tale corpus, infatti, comprende componimenti scritti dall'autore in epoche e con tecniche diverse; vi è inoltre compresa una serie di testi di altri autori. Nonostante la presenza di alcuni carmi composti ben prima della sua caduta in disgrazia, il nucleo centrale dell'opera è comunque costituito dal panegirico inviato dall'autore a Costantino nella speranza di ottenerne il perdono.
Fulcro centrale del Panegyricus (così lo definisce la tradizione manoscritta) è la figura dell'imperatore; poco frequenti, invece, gli accenni ai fatti storici contemporanei.
La caratteristica principale dei carmi, però, non risiede tanto nel loro contenuto, quanto nella tecnica con cui essi sono realizzati. Optaziano fu il primo autore a scrivere versus intexti (letteralmente "versi intrecciati"), una forma particolare di carme figurato.
Il carme figurato è un componimento in cui i versi sono disposti in modo da formare un disegno stilizzato ben preciso (un altare, una zampogna...). Tale tecnica compositiva, che trovava precedenti autorevoli già in Teocrito, era giunta a Roma fra il II e il I secolo a.C. con gli Erotopaegnia di Levio. La novità di Optaziano consiste nell'unire tale tecnica a quella dell'acrostico, in modo che all'interno del componimento si legga, seguendo un determinato percorso, un secondo testo attinente al primo (e talora anche un terzo a seconda dell'ordine di lettura delle lettere dei versus intexti).
La composizione del carme avveniva per fasi:
- il foglio (e non il rotolo di papiro) veniva innanzitutto diviso in quadratini;
- dentro ai quadratini si inserivano pochi versi che iniziavano a completare la pagina seguendo un percorso particolare e differente di volta in volta;
- completati i precedenti versi, si riempiva il resto della pagina inserendo nei quadratini delle lettere che, insieme con quelle già presenti, formassero dei versi di senso compiuto.

La tecnica utilizzata da Optaziano rivela la sua predilezione per le difficoltà e i virtuosismi tecnici, e in altri componimenti del Panegyricus persino si complica, ad esempio, con la costruzione di versi in forma di palindromi (come nel carme XXVIII) o di versi metricamente identici anche se letti da destra verso sinistra.
Dal punto di vista letterario, Optaziano si ispira a Lucano e Silio Italico, ma soprattutto a Ovidio, che rappresenta per l'Autore il riferimento principale, anche e soprattutto per l'esperienza dell'esilio che li accomunava.
Puramente a titolo di esempio si può considerare il carme VIII della raccolta. In tale componimento i versus intexti formano il monogramma di Cristo e il suo nome "Iesus":
|    |  | A | C | C | I | P | E | P | I | C | T | A | N | O | V | I | S | E | L | E | G | I | S | L | V | X | A | V | R | E | A | M | V | N | D | I |
|    |  | C | L | E | M | E | N | T | I | S | P | I | A | S | I | G | N | A | D | E | I | V | O | T | V | M | Q | V | E | P | E | R | E | N | N | E |
|    |  | S | V | M | M | E | F | A | V | E | T | E | T | O | T | A | R | O | G | A | T | P | L | E | B | S | G | A | V | D | I | A | R | I | T | E |
|    |  | E | T | M | E | R | I | T | A | M | C | R | E | D | I | T | C | V | M | S | E | R | V | A | T | I | V | S | S | A | T | I | M | O | R | E |
| 5  |  | A | V | G | V | S | T | O | E | T | F | I | D | E | I | C | H | R | I | S | T | I | S | V | B | L | E | G | E | P | R | O | B | A | T | A |
|    |  | G | L | O | R | I | A | I | A | M | S | A | E | C | L | O | P | R | O | C | E | S | S | I | T | C | A | N | D | I | D | A | M | I | T | I |
|    |  | A | D | C | V | M | V | L | A | N | S | C | O | E | T | V | S | E | T | T | O | T | A | O | R | N | A | T | A | S | E | R | E | N | I | S |
|    |  | M | V | N | E | R | I | B | V | S | P | R | A | E | S | T | A | N | S | N | A | T | I | S | V | T | L | A | V | R | E | A | V | O | T | A |
|    |  | V | I | R | T | V | T | V | M | T | I | T | V | L | O | S | P | R | I | M | I | S | I | A | M | D | E | B | E | A | T | A | N | N | I | S |
| 10 |  | P | R | O | G | E | N | I | E | T | A | L | I | G | E | N | V | I | T | Q | V | O | S | N | O | B | I | L | E | S | A | E | C | L | V | M |
|    |  | H | I | S | D | E | C | V | S | A | P | R | O | A | V | O | E | T | V | E | R | A | E | C | O | N | S | C | I | A | P | R | O | L | I | S |
|    |  | R | O | M | A | C | L | V | I | T | P | R | I | N | C | E | P | S | I | N | V | I | C | T | I | M | I | L | I | T | I | S | A | L | M | A |
|    |  | O | T | I | A | P | A | C | I | S | A | M | A | N | S | H | A | E | C | S | V | N | T | M | I | T | I | S | S | I | M | A | D | O | N | A |
|    |  | H | O | C | A | T | A | V | I | M | E | R | I | T | V | M | V | O | T | I | S | P | O | S | T | E | D | I | T | V | S | O | R | B | I | S |
| 15 |  | E | R | V | M | P | E | N | S | D | O | C | V | I | T | N | E | N | O | R | I | N | T | F | R | A | N | G | E | R | E | F | I | D | E | I |
|    |  | O | P | T | I | M | A | I | V | R | A | P | A | R | E | S | C | V | R | I | S | S | V | B | M | A | R | T | I | S | I | N | I | Q | U | I |
|    |  | N | V | L | L | I | S | L | A | E | S | A | F | I | D | E | S | H | I | N | C | I | V | G | I | S | T | A | M | I | N | E | F | A | T | A |
|    |  | V | O | B | I | S | F | I | L | A | L | E | G | V | N | T | P | L | A | C | I | D | A | P | I | E | T | A | T | E | S | E | C | V | T | A |
|    |  | E | T | R | E | S | C | O | N | S | T | A | N | T | I | N | V | N | C | E | X | E | R | I | T | I | N | C | L | I | T | A | F | A | M | A |
| 20 |  | A | V | C | T | A | S | T | I | R | P | E | P | I | A | V | O | T | O | A | C | C | V | M | V | L | A | T | A | P | E | R | E | N | N | I |
|    |  | S | A | N | C | T | A | S | V | A | S | S | E | D | E | S | A | D | M | E | N | T | I | S | G | A | V | D | I | A | M | I | G | R | A | T |
|    |  | A | E | T | H | E | R | I | O | R | E | S | I | D | E | N | S | F | E | L | I | X | I | N | C | A | R | D | I | N | E | M | U | N | D | I |
|    |  | I | A | M | P | A | T | R | I | A | E | V | I | R | T | V | T | I | S | O | P | V | S | B | E | L | L | I | N | E | L | A | B | O | R | E |
|    |  | A | N | I | V | S | T | I | M | E | R | I | T | I | S | D | I | C | A | M | M | E | N | T | I | S | Q | V | E | S | E | R | E | N | A | E |
| 25 |  | E | T | P | I | A | D | O | N | A | C | A | N | A | M | F | E | C | V | N | D | A | Q | V | E | P | E | C | T | O | R | A | N | O | T | O |
|    |  | R | I | T | E | D | E | O | S | I | C | M | E | N | T | E | V | I | G | E | N | T | C | V | I | G | A | V | D | I | A | C | A | S | T | A |
|    |  | C | L | A | V | D | I | V | S | I | N | V | I | C | T | V | S | B | E | L | L | I | S | I | N | S | I | G | N | I | A | M | A | G | N | A |
|    |  | V | I | R | T | V | T | V | M | T | V | L | E | R | I | T | G | O | T | H | I | C | O | D | E | M | I | L | I | T | E | P | A | R | T | A |
|    |  | E | T | P | I | E | T | A | T | E | P | O | T | E | N | S | C | O | N | S | T | A | N | T | I | V | S | O | M | N | I | A | P | A | C | E |
| 30 |  | A | C | I | V | S | T | I | S | A | V | C | T | V | S | C | O | M | P | L | E | R | I | T | S | A | E | C | V | L | A | D | O | N | I | S |
|    |  | H | A | E | C | P | O | T | I | O | R | E | F | I | D | E | M | E | R | I | T | I | S | M | A | I | O | R | I | B | V | S | O | R | T | A |
|    |  | O | R | B | I | D | O | N | A | T | V | O | P | R | A | E | S | T | A | S | S | V | P | E | R | A | S | Q | V | E | P | R | I | O | R | A |
|    |  | P | E | R | Q | V | E | T | V | O | S | N | A | T | O | S | V | I | N | C | I | S | P | R | A | E | C | O | N | I | A | M | A | G | N | A |
|    |  | A | C | T | I | B | I | L | E | G | E | D | E | I | I | V | S | S | I | S | Q | V | E | P | E | R | E | N | N | I | A | F | I | E | N | T |
| 35 |  | S | A | E | C | L | A | P | I | I | S | C | E | P | T | R | I | T | E | C | O | N | S | T | A | N | T | I | N | E | S | E | R | E | N | O |

Il testo del componimento è il seguente:
| | traduzione |
| --- | --- |
| Accipe picta nouis elegis, lux aurea mundi, clementis pia signa dei uotumque perenne. Summe, faue. te tota rogat plebs gaudia rite, et meritam credit, cum seruat iussa timore Augusto et fidei, Christi sub lege probata. Gloria iam saeclo processit candida miti, accumulans coetus et tota ornata serenis muneribus praestans natis, ut laurea uota, uirtutum titulos, primis iam debeat annis, progenie tali genuit quos nobile saeclum. His decus a proauo, et uerae conscia prolis Roma cluit, princeps inuicti militis, alma, otia pacis amans. haec sunt mitissima dona, hoc ataui meritum. uotis post editus orbis erumpens docuit ne norint frangere fidei optima iura pares; curis sub Martis iniqui nullis laesa fides. hinc iugi stamine fata uobis fila legunt placida pietate secuta, et res Constanti nunc exerit inclita Fama, aucta stirpe pia, uoto accumulata perenni; sancta suas sedes ad mentis gaudia migrat aetherio residens felix in cardine mundi. Iam patriae uirtutis opus belline labore an iusti meritis dicam mentisque serenae? Et pia dona canam fecundaque pectora noto rite deo, sic mente uigent cui gaudia casta? Claudius inuictus bellis insignia magna uirtutum tulerit Gothico de milite parta, et pietate potens Constantius omnia pace ac iustis auctus complerit saecula donis: haec potiore fide, meritis maioribus orta orbi dona tuo praestas, superasque priora, perque tuos natos uincis praeconia magna. Ac tibi lege dei iussisque perennia fient saecla pii sceptri te Constantine sereno. | Accogli, luce aurea del mondo, dipinti con nuovi versi elegiaci, i pii segni di Dio clemente e il voto perenne. O sommo, sii a me propizio! A te il popolo tutto chiede giustamente gioie e se ne crede meritevole, poiché con venerazione rispetta i comandamenti dell'Augusto e della fede, nell'approvazione della legge di Cristo. La candida gloria già è avanzata in questo mite secolo, radunando i popoli e garantendo ai figli ogni cosa ornata di doni sereni, cosicché voti di alloro e insegne di virtù deve, già nei primi anni, ad essi che questa nobile età generò da tale stirpe. A questi l'onore viene dal loro proavo, e conscia di questa prole vera, Roma ebbe fama, signora di un esercito imbattibile, benefica, amante degli ozi della pace. Questi sono doni assai miti, questo il merito dell'antenato. Proclamato imperatore dopo le preghiere di tutto il mondo, con impeto, insegnò ai suoi pari a non infrangere le ottime regole della lealtà. Mai negli affanni dell'iniquo Marte la lealtà fu lesa. Da qui i fati con stame continuo scelgono i fili per voi, seguendoli con placida benevolenza, e l'inclita Fama, ingrandita dalla pia stirpe e arricchita da voto perenne, innalza la casa di Costante; santa, essa sposta le sue sedi con gioia della mente, risiedendo beata nel cardine celeste del mondo. Ormai dirò che serve la virtù del padre e il valore in guerra o forse un giusto merito e una mente serena? E canterò i pii doni e il cuore fecondo per la conoscenza di Dio, per il quale così tanto valgono nella sua mente le caste gioie? Claudio, invitto in guerra, abbia pure riportato grandi insegne di virtù, prese dall'esercito gotico, e Costanzo, potente per pietà, abbia pure, nobile, colmato tutti i secoli di pace e giusti doni: tu presenti al mondo che è tuo questi doni, nati da una fede migliore e da più grandi meriti, e superi i precedenti, e vinci tramite i tuoi figli guadagni grandi lodi. E per te, per legge e ordine di Dio saranno eterni i secoli del pio scettro, essendo tu, Costantino, sereno. |

Il testo dei versus intexti (nell'ordine che già lo scolio spiega), invece, è il seguente:
| | traduzione |
| --- | --- |
| Alme, salutari nunc haec tibi pagina signo scripta micat, resonans nominibus Domini; nate Deo, solus salvator, sancte, bonorum, tu Deus es iusti, gratia tu fidei. Sit Victoria comes Aug. et natis eius. | Benefico, questa pagina scritta per te col segno di salvezza ora brilla, risuonando dei nomi del Signore; figlio di Dio, santo e unico salvatore dei buoni, tu sei il Dio del giusto, la grazia della fede. Sia la Vittoria compagna di Augusto e dei suoi figli. |

## Fortuna
Optaziano fu autore molto apprezzato fino al medioevo. Non soltanto la sua opera riuscì a procurargli il perdono e il favore dell'imperatore, ma i suoi versi divennero testo di scuola, generando tutta una serie di imitatori, i quali non esitarono a perfezionare la tecnica dei versus intexti e a rendere più complesse le immagini (alcuni dei carmi creati dagli ammiratori di Optaziano, nonostante siano di epoca posteriore, sono confluiti e a noi tramandati all'interno del suo corpus). 
Dopo l'epoca medievale, la fama di Optaziano diminuì ed egli fu quasi dimenticato, fino alla sua parziale riscoperta umanistica.